# Стефан Мандалов
Стефан Танов Мандалов с псевдоним Доктора е български революционер, войвода на Вътрешната македоно-одринска революционна организация.

## Биография
Мандалов е роден на 5 декември 1875 година в село Стояково, Гевгелийско, тогава в Османската империя. В 1893 година завършва VI клас на българската католическа гимназия в Зейтинлъка в Солун, след което е учител в селата Богородица и Серменин. Влиза във ВМОРО и в 1900 година става нелегален четник при Христо Чернопеев. Участва в аферата „Мис Стоун“. По-късно е самостоятелен войвода. Загива през септември 1903 година по време на Илинденско-Преображенското въстание в сражение на четата на Георги Тренев с турски аскер в местността Юрушки гробища, край Мишино Кочанско. Последните му думи са: 
| „ | Кажете на Македония, че аз си изпълних дълга; да живее свободна Македония. | “ |

Мандалов е баща на войводата на ВМРО Стоян Мандалов.